# قطارات الإس (إس-باهن) في هامبورغ
تعد قطارات الإس (إس-باهن) في هامبورغ نظامًا من السكك الحديدية السريعة التي تربط المناطق الحضرية بضواحي الولاية. تشكل كل من قطار قطارات الإس (إس-باهن) وقطار قطارات الأو (أو-باهن) وسكة حديد أكين (AKN) والسكك الحديدية الإقليمية معًا العمود الفقري للنقل العام بالسكك الحديدية في الولاية وضواحيها وحتى والمناطق المحيطة بها. تعمل شبكة قطارات الإس (إس-باهن) منذ عام 1907  كنظام سكك حديدية للمسافرين، تحت إشراف السكك الحديدية الحكومية، وهي عضو في رابطة النقل في هامبورغ. تتكون شبكة السكك الحديدية هذه من أربعة خطوط تخدم 68 محطة، على طول يصل الى 147 كيلومتر (91 ميل).   في يوم عمل اعتيادي في هامبورغ، تنقل قطارات الإس (إس-باهن) حوالي 590 ألف راكبا؛ وفي عام 2010 استخدم حوالي 221 مليون شخص قطارات الإس (إس-باهن). 
قطارات الإس (إس-باهن) هي شبكة السكك الحديد الوحيدة في ألمانيا التي تستخدم طاقة بمقدار 1200 تيار فولت مستمر يتم توفيرها بواسطة السكة ثالثة وغيرها من الموفرات.
على غرار برلين ولكن على عكس هانوفر ، تعد شبكة قطارات الإس (إس-باهن) جزءًا مهمًا من وسائل النقل العامة داخل الولاية وفي ضواحيها.

## التاريخ

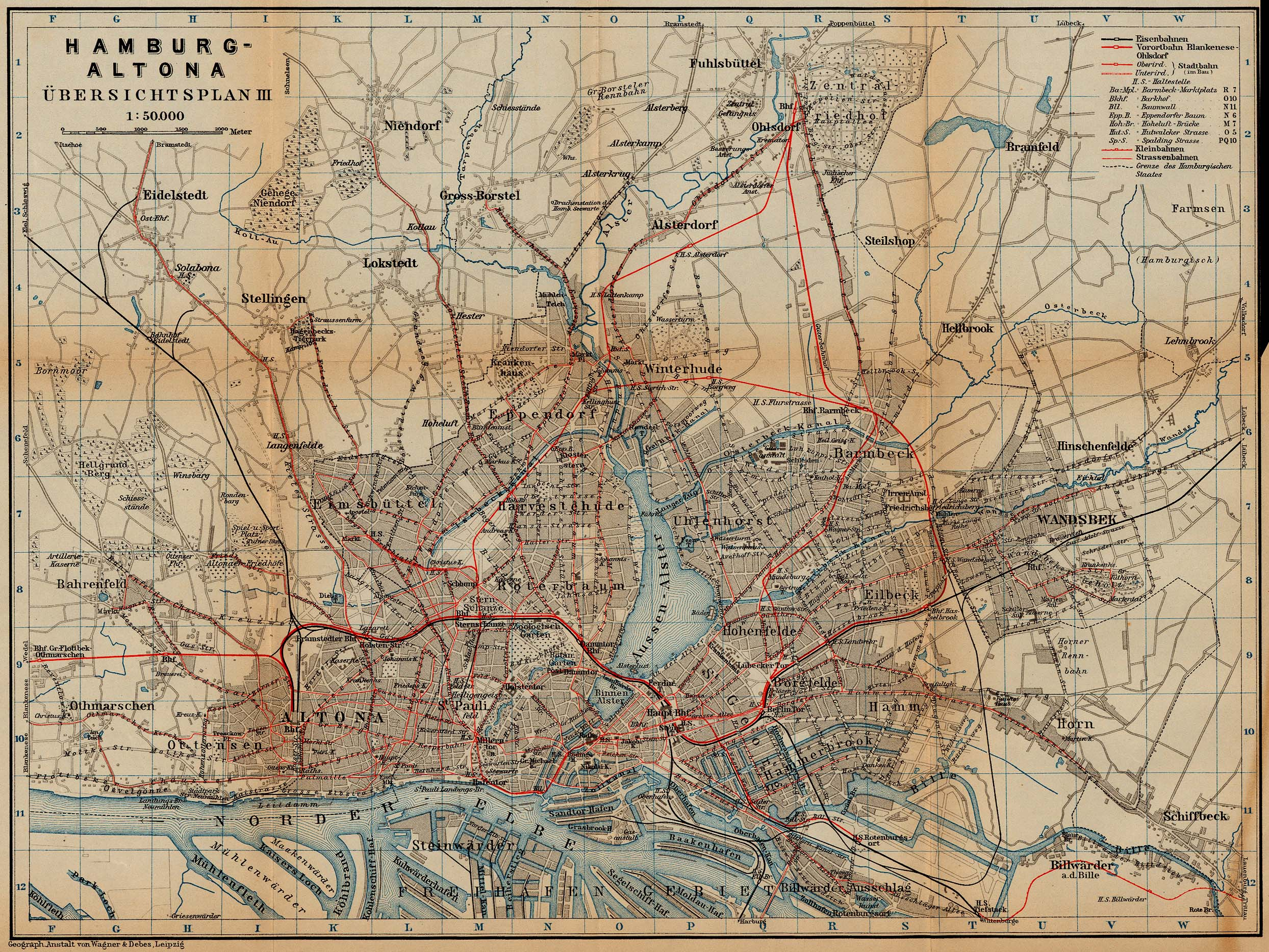
خريطة السكك الحديدية وقطارات الشوارع في هامبورغ، حوالي عام 1910.

### 1906: الافتتاح
في يوم 5 من شهر ديسمبر عام 1906، تم افتتاح خط للسكك الحديدية في ألتونا بقطارات بخارية بين بلانكنيزا وألتونا في ولاية هامبورغ. 

## الشركة المديرة لشبكة القطارات
يتم تشغيل قطارات الإس (إس-باهن) بواسطة شركة إس-باهن هامبورغ محدودة المسؤولية، وهي شركة تابعة لشركة دويتشه بان.
يرمز الى قطارات الإس (إس-باهن) بشعار يتكون من حرف "S" أبيض داخل دائرة خضراء. في هامبورغ، تم استخدام نفس الشعار ولكن مع خلفية حمراء لعدة سنوات قبل نوفمبر 2007.
توظف الشركة حاليًا ما يقرب من 1200 موظفًا في أقسام القيادة والصيانة وإدارة الموارد وغيرها.  .

## الخطوط
هناك أربعة خطوط رئيسية للشبكة وهم إس1, إس2, إس3, وإس5 (باللغة الألمانية S1، S2، S3، S5).

## الامتدادات المتوقعة
تم التخطيط الى عدد كبير من الاضافات للشبكة الحالية، ولكن تم تأجيلها بشكل كلي في وقتنا الحالي. كانت الخطط تهدف إلى مد خطوط الشبكة بشكل كبير, بهدف جعلها تصل الىكالتنكيرشن (حاليا هناك شبكة قطارات اخرى تصل الى كالتنكيرشن).

### الشبكة في اواخر عام 2023
في يونيو 2022، أعلنت الشبكة عن نظام جديد للخطوط سيدخل حيز التنفيذ في ديسمبر 2023، بالتزامن مع تعديل الجداول الزمنية على مستوى ألمانيا. ويشمل هذا النظام تقليص زمن الانتظار بين القطارات إلى خمس دقائق بدلاً من عشر دقائق في معظم الحالات. 
يسير خط اس1 على مساره الأصلي الذي يربط مطار هامبورغ/بوبنبوتل بمحطتي بلانكنيزه/فيدل، في كلا الاتجاهين. وقد أُضيفت إلى هذا المسار محطة أوتنسن للقطارات السريعة، الواقعة بين محطتي ألتونا وبارنفيلد. 

## عربات السكك الحديدية

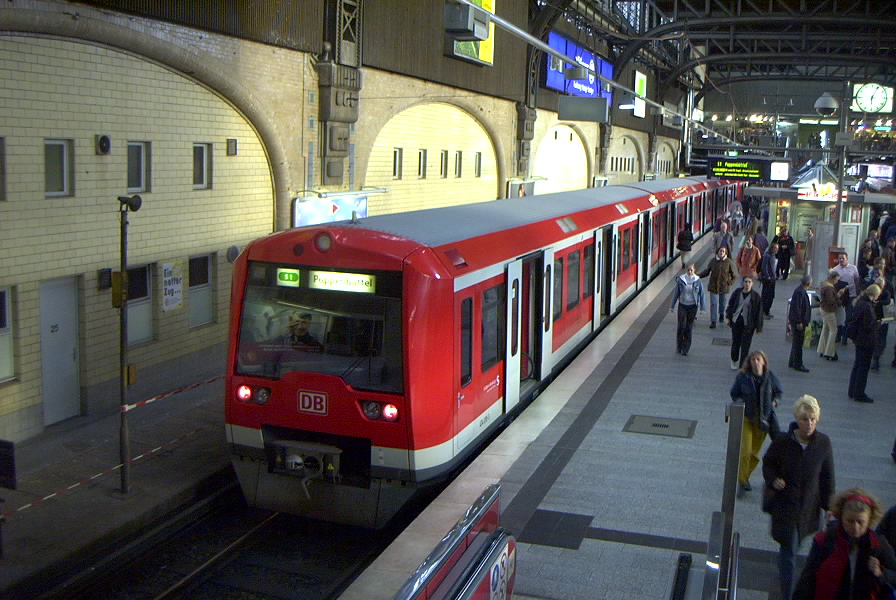
قطار إس في المحطة الرئيسية لولاية هامبورغ

تستخدم شبكة قطارات إس قطارات كهربائية مكوّنة من ثلاث عربات، ويبلغ مجموعها 447 عربة موزعة على الأنواع التالية:
- الأنواع أدناه:
  - النوع 470: صُنع بين عامي 1959 و1970، وظل في الخدمة حتى عام 2002.
  - النوع 471: صُنع بين عامي 1939 و1958، وظل في الخدمة حتى عام 2001.
  - النوع 472: صُنع بين عامي 1974 و1984، واستُخدم حتى عام 2022.
  - النوع 474: صُنع بين عامي 1996 و2007.
  - النوع 490: بدأ تصنيعه منذ عام 2013 وما زال مستمراً.

## المحطات

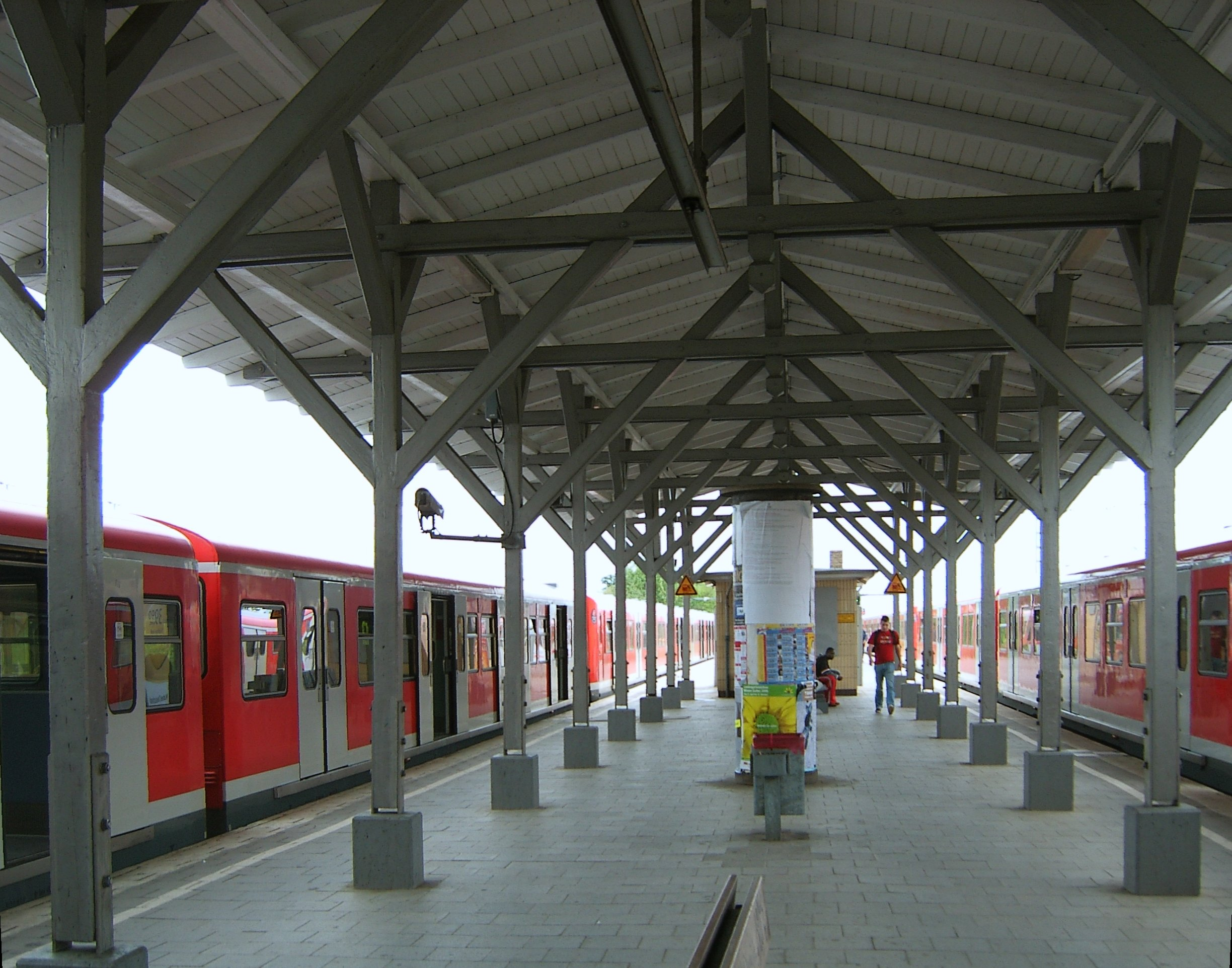
رصيف محطة روتنبورغسورت

توصل الشبكة 68 محطة ببعضها البعض، منها عشرة محطات تحت الأرض بالكامل.

## أوقات الخدمة والفواصل الزمنية
تعمل قطارات الإس يوميًا من حوالي الساعة الرابعة والنصف صباحًا حتى الواحدة بعد منتصف الليل. كما توفر الشبكة خدمة ليلية مستمرة داخل حدود مدينة هامبورغ في الليالي التي تسبق أيام السبت والأحد والعطلات الرسمية في ألمانيا.